# Pratt & Whitney R-2000
Il Pratt & Whitney R-2000 era un motore aeronautico radiale 14 cilindri doppia stella realizzato dalla statunitense Pratt & Whitney nel 1942 per motorizzare velivoli militari. Alla fine del conflitto venne utilizzato ancora per diverso tempo su velivoli militari che civili.

## Descrizione tecnica
L'R-2000 era sostanzialmente una versione ingrandita ed evoluta del R-1830 Twin Wasp ottenuta aumentando l'alesaggio a 5,75 in mantenendo inalterata la corsa. Questo portò la cilindrata totale a 2.000 in³, da cui la denominazione di R-2000.
Rispetto al modello che lo precedeva presentava una serie di piccole ma importanti migliorie. Il gruppo dei magneti era montato fronte marcia invece che posteriormente, nei supporti dell'albero motore venivano utilizzati cuscinetti a rulli in sostituzione di quelli a sfere presenti nel Twin Wasp, inoltre fu ottimizzato per poter utilizzare benzina a soli 87 ottani. Il motivo della scelta di utilizzare un carburante a più basso numero di ottano era motivato dai timori sull'approvvigionamento di quella a 100 ottani a causa del protrarsi della seconda guerra mondiale, timori che peraltro si rivelarono infondati.
Le versioni prodotte per funzionare con benzina a 86 ottani riuscivano a sviluppare una potenza di 1.300 hp a 2.700 giri/min, i quali diventavano 1.350 hp a 2.800 giri/min utilizzando quella a 100 ottani e 1.450 hp a 2.800 giri/min utilizzando quella a 100/130 ottani (grade fuel).

## Versioni
```
Versioni P&W
       
SD-G
  
2SD-G
  
2SD1-G
  
TSD2-G
  
D3
     
D4
    
D5
    
D6
    
D7
     
D8
    
D9
    
2SD11-G
  
2SD12-G
  
2SD13-G
  
D14

Alesaggio
 
mm
       146   146    146     146     146    146   146   146   146    146   146   146      146      146      146

Corsa
 
mm
           138,5 138,5  138,5   138,5   138,5  138,5 138,5 138,5 138,5  138,5 138,5 138,5    138,5    138,5    138,5

Cilindrata
 
L
       32,8  32,8   32,8    32,8    32,8   32,8  32,8  32,8  32,8   32,8  32,8  32,8     32,8     32,8     32,8

Potenza
 
CV
         1.300 1.350  1.450   1.450   1.450  1.450 1.450 1.450 1.450  1.200 1.450          1.450    1.450    1.450
 
a giri/min
        2.700 2.700  2.700   2.800   2.700  2.700 2.700 2.700 2.700  2.550 2.700          2.800    2.700    2.700

Rapp. di compr.
    6,7   6,6    6,5     6,5     6,5    6,5   6,5   6,5   6,5    6,5                  6,5      6,5      6,5

Compressione
 
1.vel
 7,15  7,15   7,15    7,15    7,15   7,15  7,15  7,15  7,15   7,15                 7,15     7,15     7,15
             
2.vel
 8,47  8,47   9,52                                                                 9,52     9,52     9,52

Riduzione
          0,5   0,5625 0,5     0,5625  0,5    0,5   0,5   0,5   0,5625 0,5   0,5625         0,5      0,5      0,5625
                                                0,5625                                               0,5625

Diametro
 
mm
        1255  1257   1247    1257    1247   1247  1247  1247  1247   1247  1247           1257     1247     1247

Lunghezza
 
mm
       1550  1514   1550    1550    1550   1550  1515  1550  1537   1515  1537           1550     1515     1537

Peso a vuoto
 
kg
    694   712    721     712     714    712   719   712   723    710   719            725      728      733
```

```
Denominazione 
USAF
 
X-1
          
-3
              
-5
     
-7
    
-9(A)
 
-11
   
-13

Denominazione 
USN
        
X-2
            
-4
             
-7
    
-9(A)

Alesaggio
 
mm
       146   146    146     146     146    146   146   146   146

Corsa
 
mm
           138,5 138,5  138,5   138,5   138,5  138,5 138,5 138,5 138,5

Cilindrata
 
L
       32,8  32,8   32,8    32,8    32,8   32,8  32,8  32,8  32,8

Potenza
 
CV
         1.350 1.350  1.450   1.450   1.350  1.350 1.450 1.350 1.450
 
a giri/min
        2.700 2.700  2.700   2.800   2.700  2.700 2.700 2.700 2.700

Rapp. di compr.
    6,52  6,52   6,52    6,5     6,52   6,52  6,52  6,52  6,5

Compressione
 
1.vel
 7,15  7,15   7,15    7,15    7,15   7,15  7,15  7,15  7,15
             
2.vel
 8,47         8,47    9,52    8,47   8,47  9,52  9,52  9,52

Riduzione
          0,5          0,5     0,5     0,5    0,5   0,5   0,5   0,5
```

## Velivoli utilizzatori

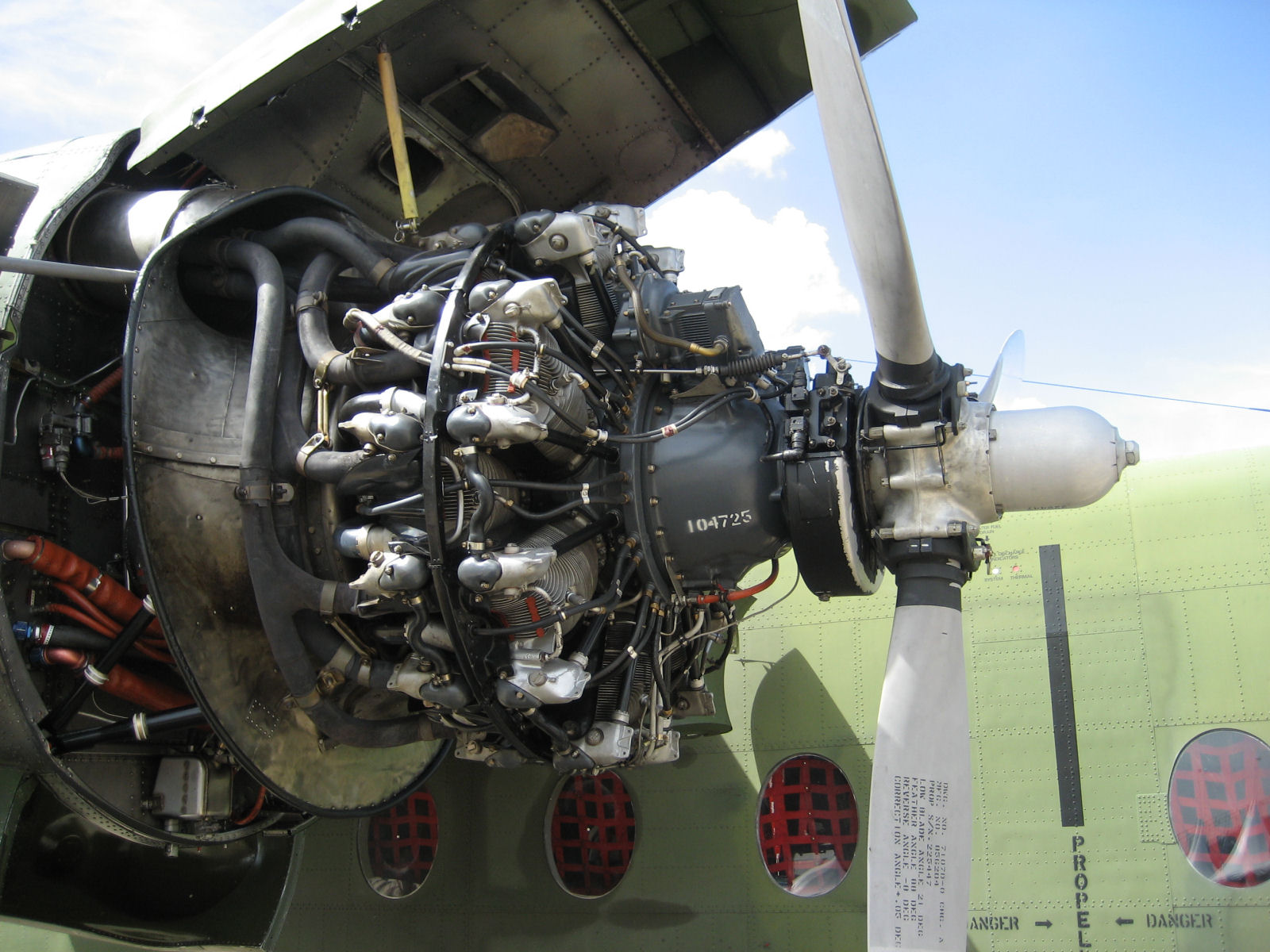
Un'altra vista del Pratt & Whitney R-2000

### Civili
Canada
- Cancargo CBY-3; aereo da trasporto civile

 Stati Uniti
- Aviation Traders ATL-98; aereo da trasporto civile
- Douglas DC-4; Aereo di linea

 Svezia
- Saab 90 Scandia; Aereo di linea

### Militari
Canada
- de Havilland Canada DHC-4 Caribou; aereo da trasporto tattico STOL

 Stati Uniti
- Chance Vought XF5U-1; prototipo di caccia STOL
- Chase YC-122; aereo da trasporto militare
- Douglas C-54 Skymaster
- Douglas R5D